# Seidingstadt

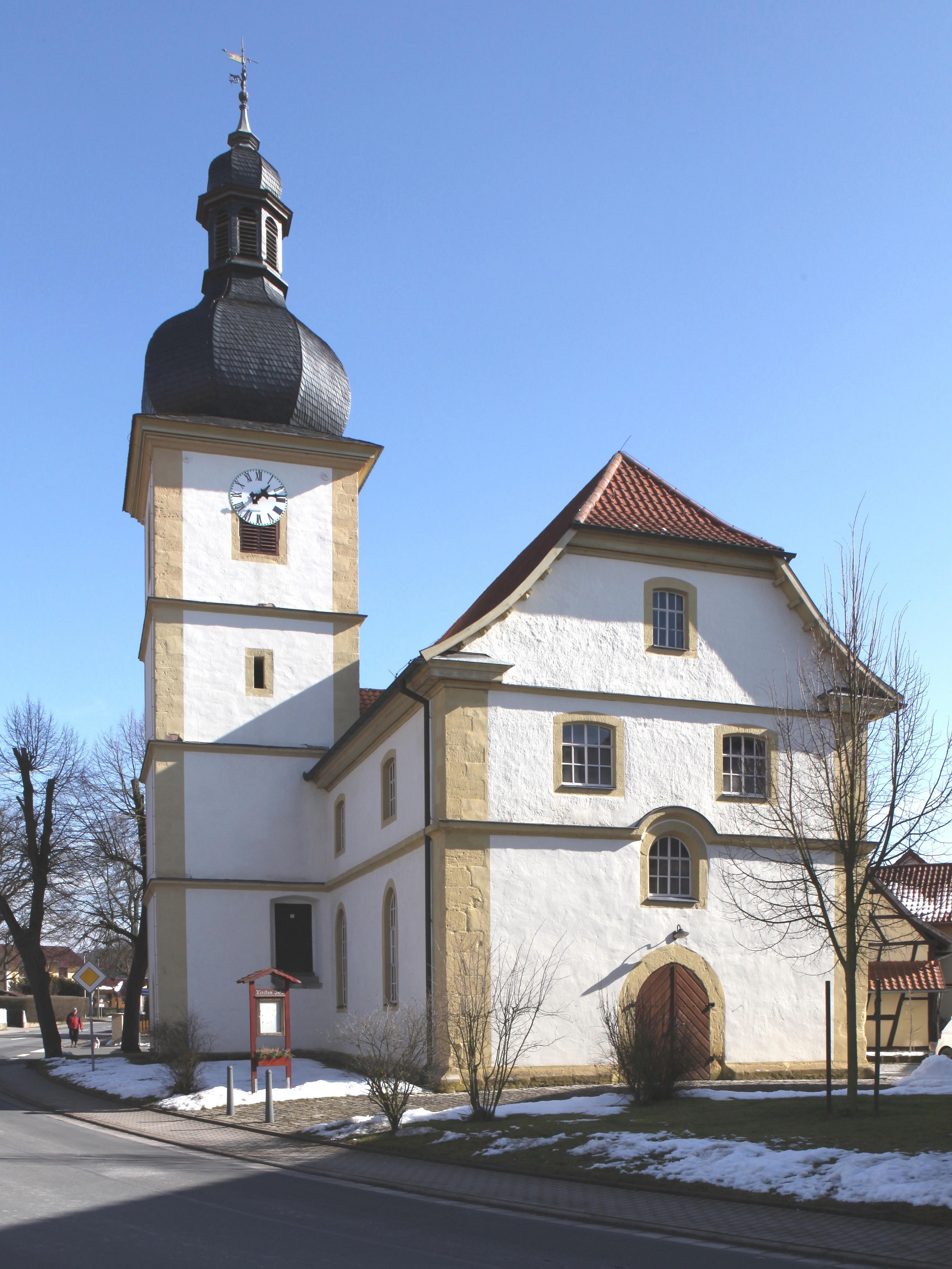
Evangelisch-lutherische Ortskirche aus dem Anfang des 18. Jahrhunderts

Seidingstadt ist ein Ortsteil der Gemeinde Straufhain im Landkreis Hildburghausen in Thüringen.

## Lage
Seidingstadt liegt im Heldburger Land an der Kreck. Die Landesstraße 1134 führt Richtung Norden nach Hildburghausen bzw. Richtung Süden nach Heldburg. Von 1888 bis 1946 bestand die Bahnstrecke Hildburghausen–Lindenau-Friedrichshall. Die Vorgebirgslandschaft wird durch das fränkische Klima günstig beeinflusst. Der Grenzwanderweg im Landkreis Hildburghausen geht auch durch die Gemarkung des Ortsteils.

## Geschichte

Jagdschloss Seidingstadt

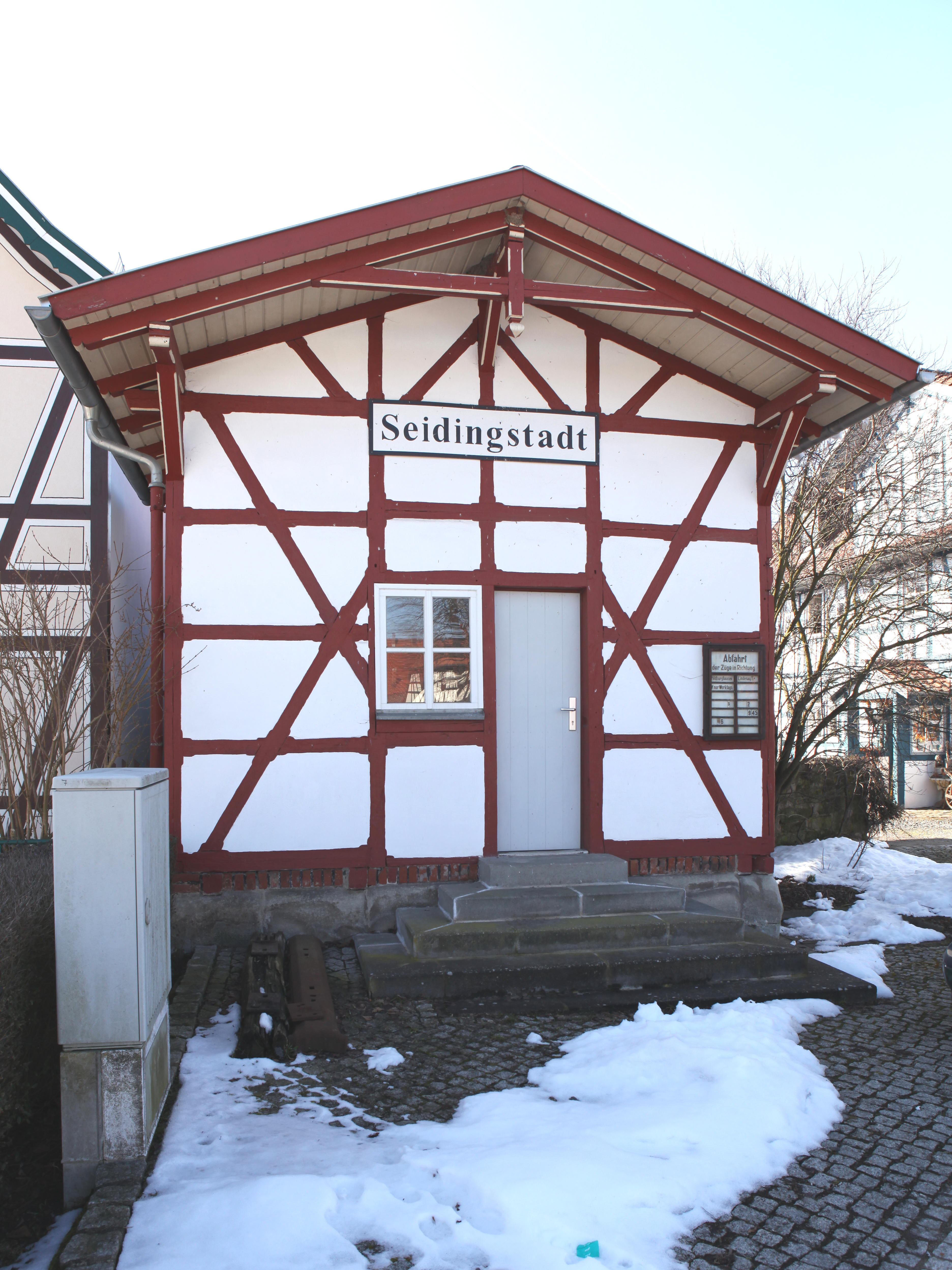
Agenturgebäude für Fahrkarten und Frachtgut der ehemaligen Haltestelle Seidingstadt

Bereits am 3. Februar 799 wurde Seidingstadt erstmals urkundlich erwähnt.
Der Dreißigjährige Krieg warf die Gemeinde stark in ihrer Entwicklung zurück. 1817 lebten in Seidingstadt 234 Personen, im Vergleich zu 250 Personen im Jahr 2012.
Seidingstadt war 1616 von Hexenverfolgung betroffen. Albrecht Rüdinger, Sohn von Anna Rüdinger aus Streufdorf, geriet in einen Hexenprozess und wurde enthauptet.
Seidingstadt lag an der 1898 errichteten Bahnstrecke der Heldburger Bahn, die Hildburghausen mit dem Heldburger Land verband. Obwohl die Bahnstrecke 1946 als Reparationsleistung demontiert werden musste, ist das Empfangsgebäude des Bahnhofs erhalten geblieben. Darin erinnert ein kleines Eisenbahnmuseum an diese Schmalspurstrecke.
Das nicht mehr existierende Jagdschloss Seidingstadt gehörte einst dem Herzog von Sachsen-Hildburghausen. Die spätere Königin von Bayern, Therese, wurde darin geboren.
1993 wurde die Einheitsgemeinde Straufhain gebildet.

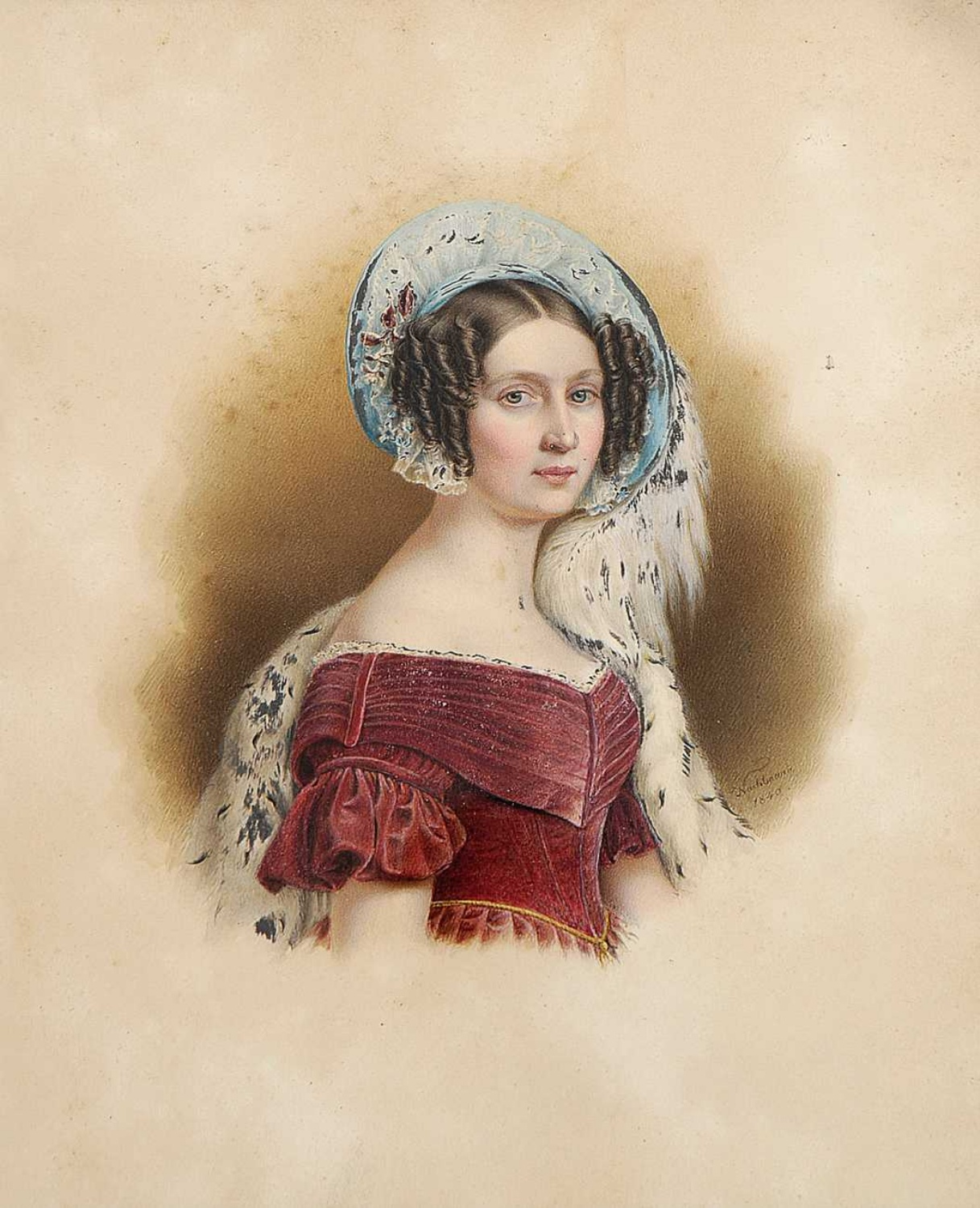
Königin Therese von Bayern, geb. Therese von Sachsen-Hildburghausen, Aquarell von Nachtmann, 1840

## Persönlichkeiten
- Louise Jeannette Christine Gutbier, geb. Hofmann, Pseudonym: L. Jean-Christ (* 29. Mai 1836 in Seidingstadt; † 16. Oktober 1904 in Coburg), Schriftstellerin (v. a. Schauspiele), Schauspielerin, Frauenrechtlerin im Allgemeinen Deutschen Frauenverein[4]
- Therese von Sachsen-Hildburghausen (* 8. Juli 1792 in Seidingstadt; † 26. Oktober 1854 in München), Prinzessin von Sachsen-Hildburghausen und durch ihre Heirat mit Ludwig I. seit 1825 Königin von Bayern